# Cantón de Neufchâtel-en-Bray
El Cantón de Neufchâtel-en-Bray es una división administrativa dentro de la República Francesa situada en el Distrito de Dieppe, del Departamento francés de Sena Marítimo, en la región de Alta Normandia. 
En el cantón de Neufchâtel-en-Bray se desarrolla la actividad agrícola, maderera e industria liviana en torno al pueblo de Neufchâtel-en-Bray. La altitud varía entre 53 m en Mesnières-en-Bray, hasta los 244 m en Nesle-Hodeng, con una altitud media de 133 metros sobre el nivel del mar. 

## Comunas del cantón
- Auvilliers
- Bouelles
- Bully
- Callengeville
- Esclavelles
- Fesques
- Flamets-Frétils
- Fresles
- Graval
- Lucy
- Massy
- Ménonval
- Mesnières-en-Bray
- Mortemer
- Nesle-Hodeng
- Neufchâtel-en-Bray
- Neuville-Ferrières
- Quièvrecourt
- Sainte-Beuve-en-Rivière
- Saint-Germain-sur-Eaulne
- Saint-Martin-l'Hortier
- Saint-Saire
- Vatierville

## Nota
- Este artículo está basado en el artículo equivalente de la Wikipedia en francés, consultada el 8 de octubre de 2012.

- Datos: Q1726487